# 穆海莱卜
阿布·赛义德·穆海莱卜·本·阿比·苏富莱·艾兹迪（阿拉伯语：‎，转写：Abū Saʿīd al-Muhallab ibn Abī Ṣufra al-Azdī）是伍麦叶王朝的将军，为其时代政治发展的重要参与者。哈里发穆阿威叶一世在位时期，他在印度作战。后驻守东方各省，为呼罗珊总督指挥对撒马尔罕的远征。穆阿威叶死（680）后，他背叛伍麦叶王朝，投靠反哈里发的阿卜杜拉·伊本·祖拜尔，任呼罗珊总督。就任前，先同狂热的穆斯林宗派“艾兹赖格”交战，终于把他们赶到波斯，并在他们内部发生宗教分裂以后粉碎了他们的权利。